# Zashiki Warashi
Zashiki Warashi (jap. 座敷童子, dt. „Zimmerkind“) sind Hausgeistern entsprechende Yōkai in der japanischen Präfektur Iwate. Sie beschützen die Häuser, die sie beherbergen, und die Menschen, die in den Häusern leben.
Obwohl sie den Menschen hin und wieder Streiche spielen, sind Zashiki Warashi gern gesehene Gäste, denn sie bringen Glück und Wohlstand ins Haus. Wird ein Zashiki Warashi aber verärgert, verlässt es das Haus und die Familie ist zum Untergang verurteilt.
Zashiki Warashi werden als kleine Mädchen im Kimono mit einem Pagenschnitt dargestellt. Man sagt, dass man manchmal hören kann, wie sie Spinnräder benutzen. Seltener nehmen Zashiki Warashi die Form kleiner Jungen an.
Zashiki Warashi werden überwiegend mit traditionellen japanischen Häusern assoziiert, seltener mit Neubauten. Sie sollen zwar nur von Familienangehörigen gesehen werden können, aber sehr wohl von anderen gehört werden (es werden ihnen sogar Poltergeist-ähnliche Verhaltensweisen nachgesagt).